# 里肯巴克堤道
里肯巴克堤道（英語：Rickenbacker Causeway）连接了美国佛罗里达州迈阿密与比斯坎湾上的一系列沙洲